# Carcanada de cetaci

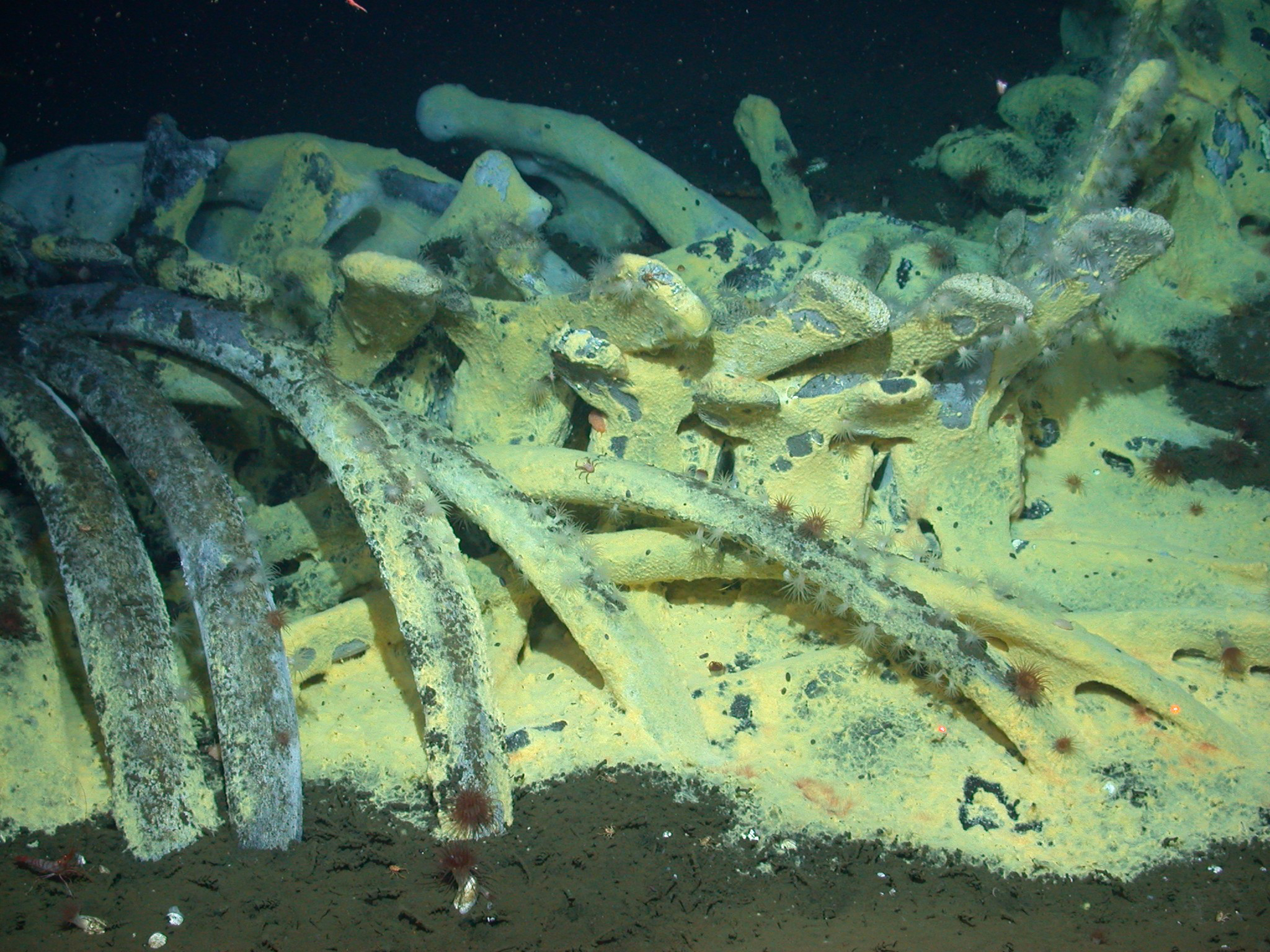
Comunitats quimiòtrofes sobre la carcanada d'una balena grisa de 35 tones situada a 1.674 m de profunditat a la conca de Santa Cruz (Califòrnia)

Les carcanades de cetacis són les carcanades de cetacis que s'encallen a les costes, es descomponen flotant a la superfície del mar o, en la majoria de casos, cauen al fons marí. En aquest últim cas, l'equivalent de 2.000 anys d'aportació en carboni orgànic es concentra en aproximadament 50 m² de sediments. A la dècada del 1980, l'exploració submarina amb robots demostrà que la descomposició d'aquestes enormes carcanades a la plana abissal dona peu a l'aparició d'ecosistemes que poden durar un segle.
Feia temps que la comunitat científica pensava que les carcanades de cetacis que cauen a les profunditats constituïen un recurs alimentari considerable per a alguns animals que viuen a gran profunditat, però no s'esperava descobrir una fauna tan rica i amb animals que no es troben enlloc més. En total, hi hauria més de 400 espècies d'animals que s'alimenten de les carcanades de grans cetacis.
Aquestes carcanades tenen un paper important en la dispersió de les espècies a la zona abissal i la bomba de carboni oceànica. Tanmateix, entre el segle xviii i el final del segle xix, la caça de balenes a escala industrial reduí considerablement les poblacions de balenes amb, com a resultat, una menor quantitat de carcanades al fons marí i la probable desaparició d'espècies altament especialitzades.